# Méliuz
Méliuz é uma startup brasileira, criada em 2011, que disponibiliza cupons de desconto de lojas online e devolve ao consumidor um percentual do valor pago pelo produto (cashback).
O Méliuz possui mais de 3.000 lojas parceiras, cerca de 30 milhões de usuários cadastrados e mais de R$ 94 milhões em valores devolvidos aos clientes.
Em 2016, foi a empresa com o atendimento mais bem avaliado do país em pesquisa realizada pelo site Reclame Aqui.

## História
Em 2011, depois de venderem a Solo Investimentos (primeiro empreendimento em conjunto da dupla), Ofli Guimarães e Israel Salmen decidiram abrir o Méliuz. Em julho do mesmo ano, os empreendedores, que se conheceram na faculdade de Economia da UFMG, receberam um investimento de 200 mil dólares de um investidor de Belo Horizonte e, em setembro, o site do Méliuz foi ao ar.
No ano seguinte, 2012, a empresa foi uma das 100 selecionadas para participar do Startup Chile, um programa de aceleração de startups do governo do Chile no qual empresas se reúnem para tratar de diferentes negócios. Além de investimento, o programa fornece mentorias e contato com uma rede mundial de empreendedores. Do Startup Chile, o Méliuz recebeu o segundo aporte de investimento no valor de 40 mil dólares. Após os 6 meses do programa, Ofli e Israel voltaram para o Brasil com o produto e o time mais completos. Com 6 funcionários, a empresa abriu seu primeiro escritório, se juntando ao San Pedro Valley.
Com foco na cultura de giveback aprendida no Chile, foi lançado em 2014 o Desafio Méliuz, que visa incentivar projetos inovadores. Na primeira edição, após vencer a disputa com outras 650 empresas, a startup Meatende recebeu R$ 50 mil e 5 meses de consultoria. O segundo Desafio, lançado em 2015, ajudou vlogueiros a se destacarem na comunidade. O programa deu R$ 20 mil para a vlogueira Ana Lídia, vencedora do Desafio, além de mentoria e outras oportunidades.
Em 2015, o Méliuz recebeu um investimento do empresário francês Fabrice Grinda, que atua como investidor-anjo de startups de potencial. Ele foi um dos criadores da OLX e investidores das startups Alibaba e Uber. Neste mesmo ano, o Méliuz também recebeu investimento de mais 4 investidores.
Em 2016, os fundadores do Méliuz foram aprovados no 63º Painel Internacional de Seleção (ISP), em Dubai, nos Emirados Árabes Unidos, e tornaram-se Empreendedores Endeavor. A organização sem fins lucrativos contribui para o crescimento de negócios de alto impacto ao redor do mundo. 1.233 empreendedores de 25 países fazem parte da rede.
No mesmo ano, o Méliuz lançou o cashback em estabelecimentos físicos, devolvendo dinheiro em postos de gasolina, restaurantes, bares e lojas. O serviço está disponível nas cidades de Belo Horizonte, São Paulo, Rio de Janeiro, Porto Alegre e Brasília.
No dia 05 de Novembro de 2020, o Méliuz lançou seu IPO, sendo a primeira startup a ser listada na B3.

## Unicórnio
Uma startup ou empresa obtem o nome de unicórnio quando a mesma atinge valor de mercado superior a 1 bilhão de dólares.
Pela avaliação atual na bolsa, a Méliuz atingiu o valor de mercado de R$ 5,8 bilhões, ou U$ 1.16 bilhão.
O feito aconteceu menos de um ano após o IPO da empresa, que segue se valorizando após fazer pelo menos três aquisições, consolidando sua presença no mercado e expandindo sua atuação como fintech e banco digital.
A empresa marca-se também como o segundo unicórnio mineiro, depois da Hotmart, plataforma de educação e monetização de conteúdo digital, que também atingiu recentemente a marca.

## Características
A proposta do Méliuz é devolver ao cliente parte do valor que as empresas pagam para anunciar no site. Neste sistema, a loja parceira, o Méliuz e o consumidor ganham com a transação. Este formato de ganha-ganha-ganha tornou o Méliuz o melhor programa de recompensas do Brasil.
Para ter o direito aos cupons de desconto e ao cashback (dinheiro de volta), o consumidor precisa se cadastrar, gratuitamente, na plataforma. Depois disso, ele deve procurar a loja que deseja e realizar a compra. Após a conclusão, o estabelecimento notifica o Méliuz sobre os detalhes da transação e o valor a ser recebido pelo cliente aparece como pendente em seu extrato. Quando a startup recebe a comissão, a parte do consumidor é confirmada em sua conta do Méliuz. Para fazer o resgate e receber o dinheiro na conta corrente, é preciso completar R$ 20 na conta do Méliuz. A transação é realizada sem custo para o consumidor.
Para garantir o dinheiro de volta, o consumidor deve entrar na loja através do site do Méliuz ou ativar o cashback por meio do “Lembrador Méliuz”, plug-in compatível com os navegadores Mozilla Firefox e Google Chrome, que ajuda o usuário a encontrar as lojas parceiras do Méliuz e ativar o cashback com apenas um clique. Isto não altera o preço dos produtos anunciados, mas permite que o parceiro saiba que aquela compra foi feita a partir do portal.
Para receber o cashback nas lojas físicas parceiras do Méliuz, como bares e restaurantes, o usuário deve ter o aplicativo do Méliuz em seu celular, cadastrar e validar seus cartões de débito, crédito, vale alimentação e refeição. Depois, é só pesquisar pelas lojas parceiras do Méliuz próximas e pagar a compra em uma máquina da Cielo usando um dos cartões registrados. O dinheiro de volta é confirmado automaticamente após a confirmação do pagamento.
O Méliuz também tem parceria com supermercados e farmácias. Para o consumidor ter seu dinheiro de volta nestes estabelecimentos, basta informar seu número de telefone cadastrado, na hora de pagar.

#### Aplicativo
No aplicativo, os usuários podem conferir as promoções que estão em vigência e ver a porcentagem de dinheiro devolvida em cada loja, além de acompanhar o status da sua conta e solicitar o resgate do dinheiro. O app é gratuito e disponível para download na Apple Store e no Google Play.  

#### Parceiros
O Méliuz tem parceria com mais de 1.600 lojas online, entre elas, Americanas, Submarino, Livraria Saraiva, Casas Bahia, Ricardo Eletro, Fnac, Sephora, Netshoes, Extra. Além da divulgação de sua marca e produtos, os parceiros garantem a fidelidade dos consumidores onde, grande parte dos clientes que utilizam o sistema de cashback, voltam a comprar na mesma loja.